# 아르츠바셴

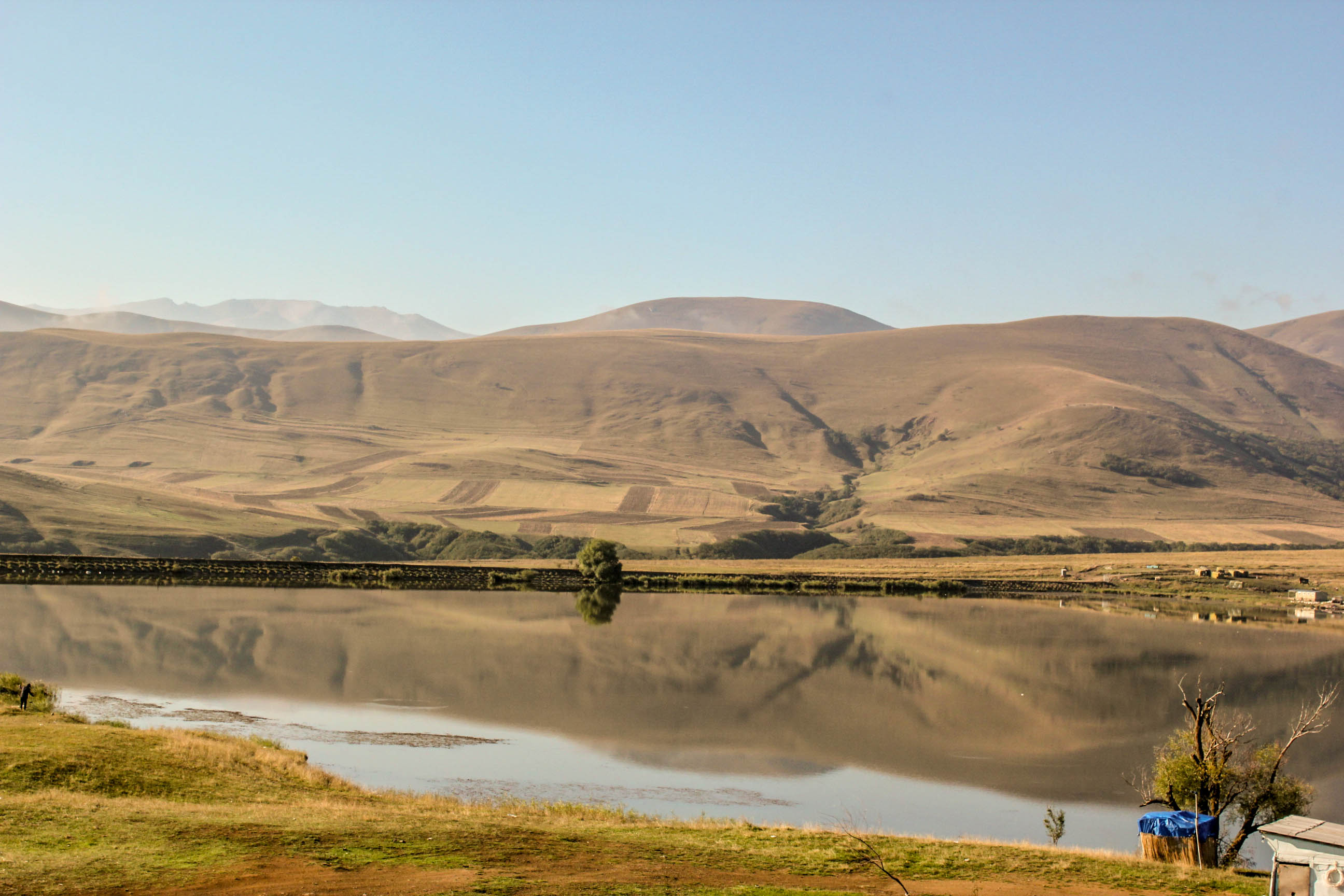

아르츠바셴(아르메니아어: Արծվաշեն) 또는 바슈캔드(아제르바이잔어: Başkənd)는 아르메니아의 도시이다. 이 도시는 아제르바이잔 개대배이구 안에 있는 아르메니아의 월경지이다. 아르메니아의 행정 구역으로는 게가르쿠니크주에 속한다. 제1차 나고르노카라바흐 전쟁 이후 사실상 아제르바이잔이 지배하고 있다.